# Kalle J
Kalle "Kalle J" Jönsson, född 1986 i Västerås, är en svensk popmusiker. Han albumdebuterade 2006 med Om du lyssnar noga, på skivbolaget Hybris. Tillsammans med Johan Tuvesson utgör han popduon Karl X Johan, vars mest kända låt är singeln "Flames" från 2010. Kalle J har också musikprojektet Hot Blondino tillsammans med Martin Luuk.

## Diskografi

### Studioalbum
- 2006 – Om du lyssnar noga (Hybris)
- 2018 – Aros Catering (Emotion)
- 2020 – Miraklet på Vallby (ROQLUNDA)
- 2020 – Exodus (ROQLUNDA)
- 2021 – Konferens med mig själv (ROQLUNDA)
- 2023 – Stygn (ROQLUNDA)

### EP
- 2005 – Some Old Friends and a Glimpse of the Future (Hybris)
- 2022 – Sol & måne
- 2022 – Julsånger

### Mixtape
- 2013 – Kallefornia One
- 2014 – Tip Top
- 2018 – Kallefornia Two

### Singlar
- 2005 – "Vända allt"
- 2007 – "Vingslag" / "Unga hjärtan" (Unga Hjärtan)
- 2007 – "When You See Me" (Hybris)
- 2009 – "I skydd av mörkret" (remix av Eldkvarns låt)
- 2012 – "Inget att förlora" (Emotion)
- 2017 – "Strand" (Emotion)
- 2017 – "Pizzeria" (Emotion)[2]
- 2018 – "Mer än lön"
- 2018 – "Fråga mig"
- 2018 – "Ge inte upp"
- 2018 – "Goldrush"
- 2020 – "Ängel"
- 2020 - "Skyldig"
- 2020 - "Korn av guld"